# محمد جعفر (بازیکن فوتبال)
محمد جعفر (عربی: محمد جعفر؛ زادهٔ ۷ ژوئن ۱۹۹۰) یک بازیکن فوتبال اهل سوریه است.

## باشگاهی
از باشگاه‌هایی که در آن بازی کرده‌است می‌توان به باشگاه ورزشی الوحده سوریه اشاره کرد.
وی همچنین در تیم‌های ملی فوتبال زیر ۱۷ سال سوریه زیر ۲۰ سال سوریه زیر ۲۳ سال سوریه بازی کرده است.